# The Riddle (album Nik Kershaw)
The Riddle è il secondo album in studio del cantautore britannico Nik Kershaw, pubblicato il 19 novembre 1984 dall'etichetta discografica MCA Records.
| Recensione | Giudizio |
| ---------- | -------- |
| AllMusic   | [ 2 ]    |

## Successo e classifiche
| Classifica (1984) |                          | Posizione massima | Settimane in classifica |
| ----------------- | ------------------------ | ----------------- | ----------------------- |
| Norvegia          | Norvegia (bandiera)      | 5                 | 17                      |
| Regno Unito       | Regno Unito (bandiera)   | 8                 | 36                      |
| Nuova Zelanda     | Nuova Zelanda (bandiera) | 8                 | 33                      |
| Svezia            | Svezia (bandiera)        | 11                | 7                       |
| Germania          | Germania (bandiera)      | 12                | 21                      |
| Paesi Bassi       | Paesi Bassi (bandiera)   | 21                | 9                       |
| Svizzera          | Svizzera (bandiera)      | 23                | 7                       |
| Billboard 200     | Stati Uniti (bandiera)   | 113               | —                       |

## Tracce
Testi e musiche di Nik Kershaw.
Lato A
1. Don Quixote – 4:54
2. Know How – 4:52
3. You Might – 3:16
4. Wild Horses – 3:58
5. Easy – 4:14

Lato B
1. The Riddle – 3:51
2. City of Angels – 3:56
3. Roses – 3:57
4. Wide Boy – 3:26
5. Save the Whale – 5:59

## Musicisti
- Nik Kershaw - voce, percussioni vocali, chitarra, tastiere
- Mark King - basso in Easy

### Altri musicisti
- Dennis Smith, Nik Kershaw - basso negli altri brani
- Andy Richards, Tim Moore - tastiere
- Charlie Morgan - batteria
- Pandit Dinesh - percussioni
- Dave Land, Stuart Curtis - corni
- Don Snow, Sheri Kershaw - cori